# 斯坦頓斯堡 (北卡羅來納州)
斯坦頓斯堡（英語：Stantonsburg）是一個位於美國北卡羅萊納州威爾遜縣的城鎮。

## 人口
根據2020年美國人口普查的數據，斯坦頓斯堡的面積為1.52平方千米，皆為陸地。當地共有人口762人，而人口密度為每平方千米501人。